# Everything (canção de Alanis Morissette)
"Everything" é uma canção da cantora canadense Alanis Morissette, primeiro single do álbum So-Called Chaos, de 2004.

## Faixas

### CD1
1. "Everything" (Radio Edit) - 3:30
2. "Precious Illusions" (Vancouver Session) - 4:32

### CD2
1. "Everything" (Radio Edit) - 3:30
2. "So Unsexy" (Vancouver Session) - 5:03
3. "Everything" (Vancouver Session) - 4:42
4. "Everything" (Videoclipe)

## Desempenho nas paradas
| Top (2004)                                     | Melhor posição |
| ---------------------------------------------- | -------------- |
| Austrália - ARIA Singles Chart                 | 15             |
| Áustria - Singles Chart                        | 12             |
| Países Baixos - Singles Chart                  | 43             |
| Canadá - Singles Chart                         | 3              |
| Irlanda - Singles Chart                        | 26             |
| Itália - FIMI Singles Chart                    | 7              |
| Alemanha - Singles Chart                       | 29             |
| Noruega - Singles Chart                        | 17             |
| França - Singles Chart                         | 63             |
| Suíça - Singles Chart                          | 22             |
| Estados Unidos - Billboard Hot 100             | 76             |
| Estados Unidos - Billboard Adult Top 40        | 4              |
| Estados Unidos - Billboard Triple A Songs      | 1              |
| Estados Unidos - Billboard Hot Mainstream Rock | 36             |
| Reino Unido - Singles Chart                    | 22             |